# Walter Jackson
Walter Jackson (Pensacola, 19 de março de 1938 – Chicago, 20 de junho de 1983) foi um cantor estadunidense do gênero R&B que fez sucesso durante as décadas de 1960 e 1970. Faleceu por conta de uma hemorragia cerebral.